# Jawa 250/353
Jawa 250 typ 353 (lidově zvaný na Moravě kývačka, na území Čech kejvačka) je motocykl, vyvinutý firmou Jawa, vyráběný v letech 1954–1962. Předchůdcem byl model Jawa 250 pérák, nástupcem se stal od roku 1962 typ Jawa 250/559 zvaný panelka.
Kývačka byla prvním sériově vyráběným motocyklem, který měl odpruženou zadní vidlici pomocí dvojice tlumičů, které byly uchycené mezi zadní kyvnou vidlici a rámem. Po svém předchůdci zdědila kývačka motor, který měl stejné dvoupákové provedení pro řazení a startování. Rám měl zcela novou konstrukci, ve kterém byla uložena zadní kyvná vidlice protínající svým čepem pouzdra v zadní části rámu. Přední teleskopická vidlice měla uvnitř nosných trubek vinuté pružiny v olejové náplni zcela nové konstrukce. Kola byla změněna z 19palcových ráfků na 16palcové. Dvě samostatná sedla, která byla u péráka, byla nahrazena pohodlnějším dvousedlem, pod kterým se nacházel třetí úložný prostor pro nejrůznější předměty. Od roku 1955 byl vyráběn typ 353/03 se zvýšeným výkonem z 9 na 12 koní, jednopákou pro startování i řazení a celonábojovými středy kol místo původních půlbubnů. Od roku 1957 byl vyráběn typ 353/04, který se na první pohled odlišoval doutníkovými výfuky místo rybin a spínací skříňkou na masce reflektoru místo na nádrži.

## Technické parametry
- Rám: svařovaný z čtyřhranných profilů
- Suchá hmotnost: 132 kg
- Pohotovostní hmotnost: 142 kg
- Maximální rychlost: 105 km/h
- Spotřeba paliva: 3,2 l/100 km

## Fotogalerie

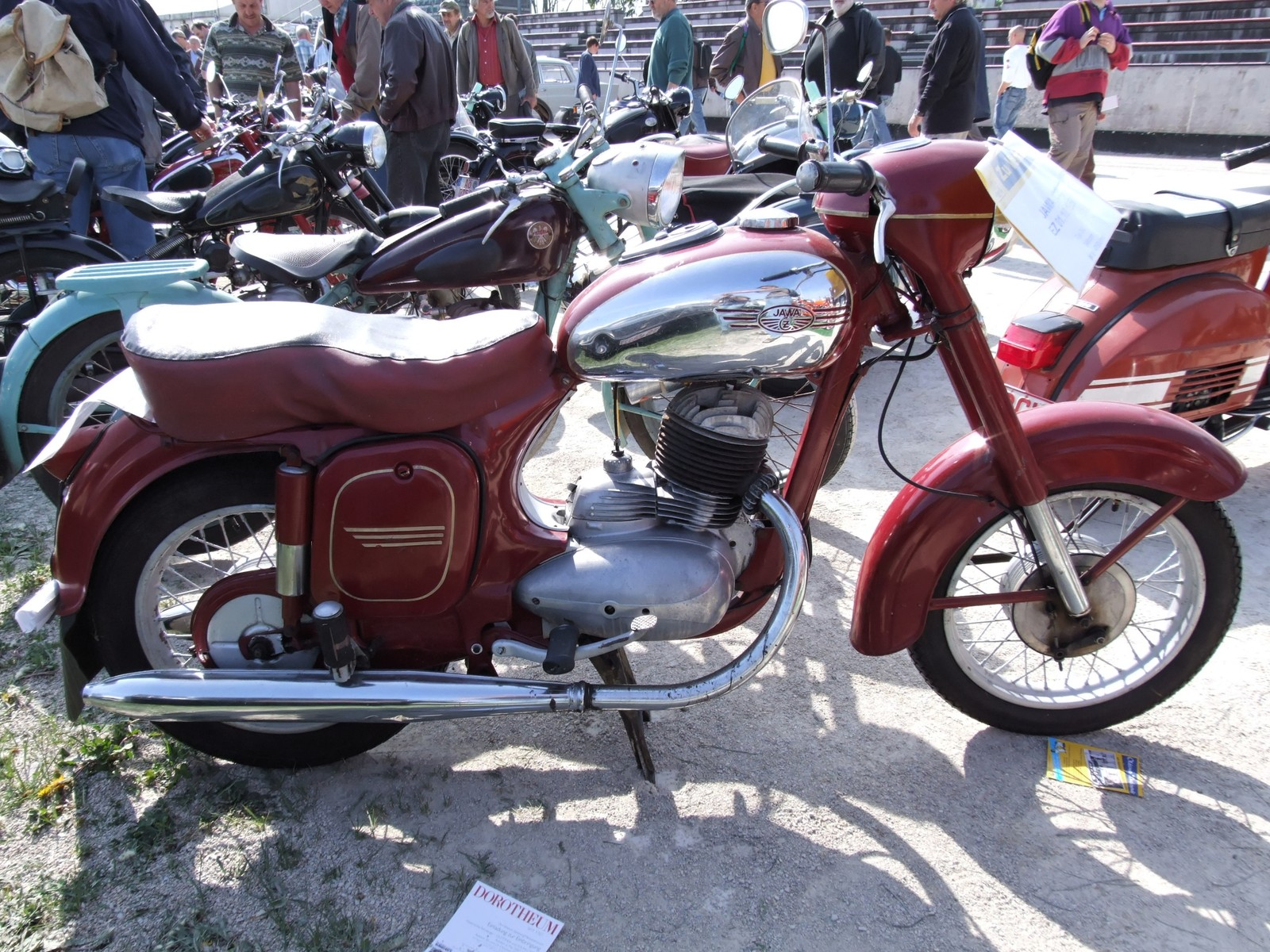
Jawa 250/353 (1956)
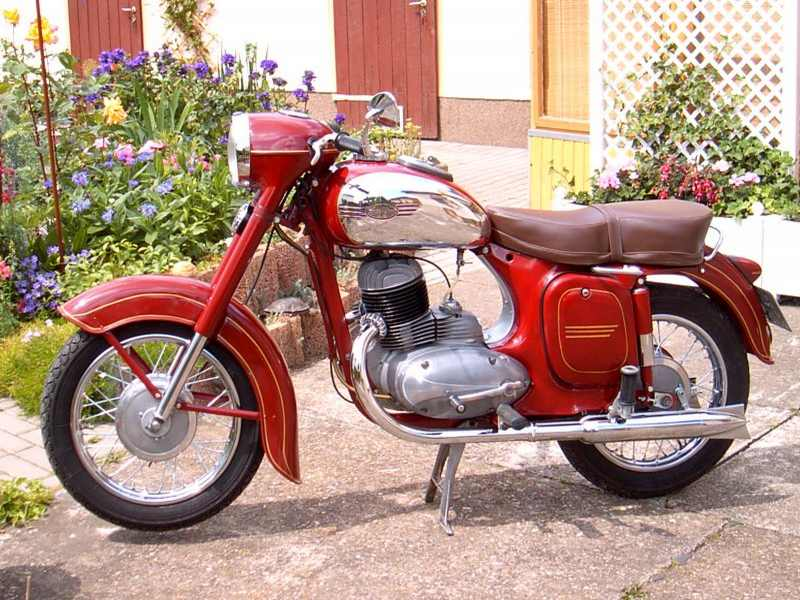
Jawa 250/353/03
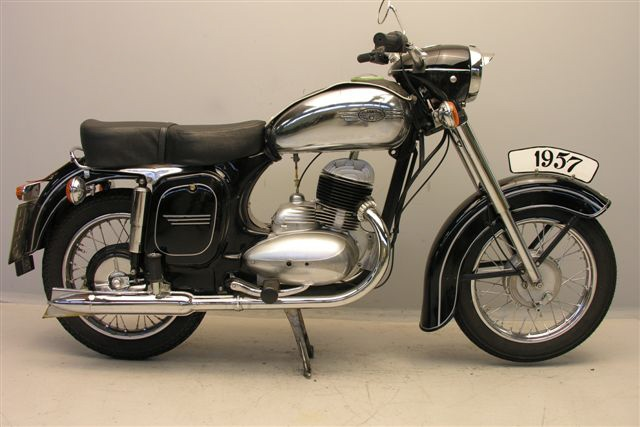
Jawa 250/353 (1958)
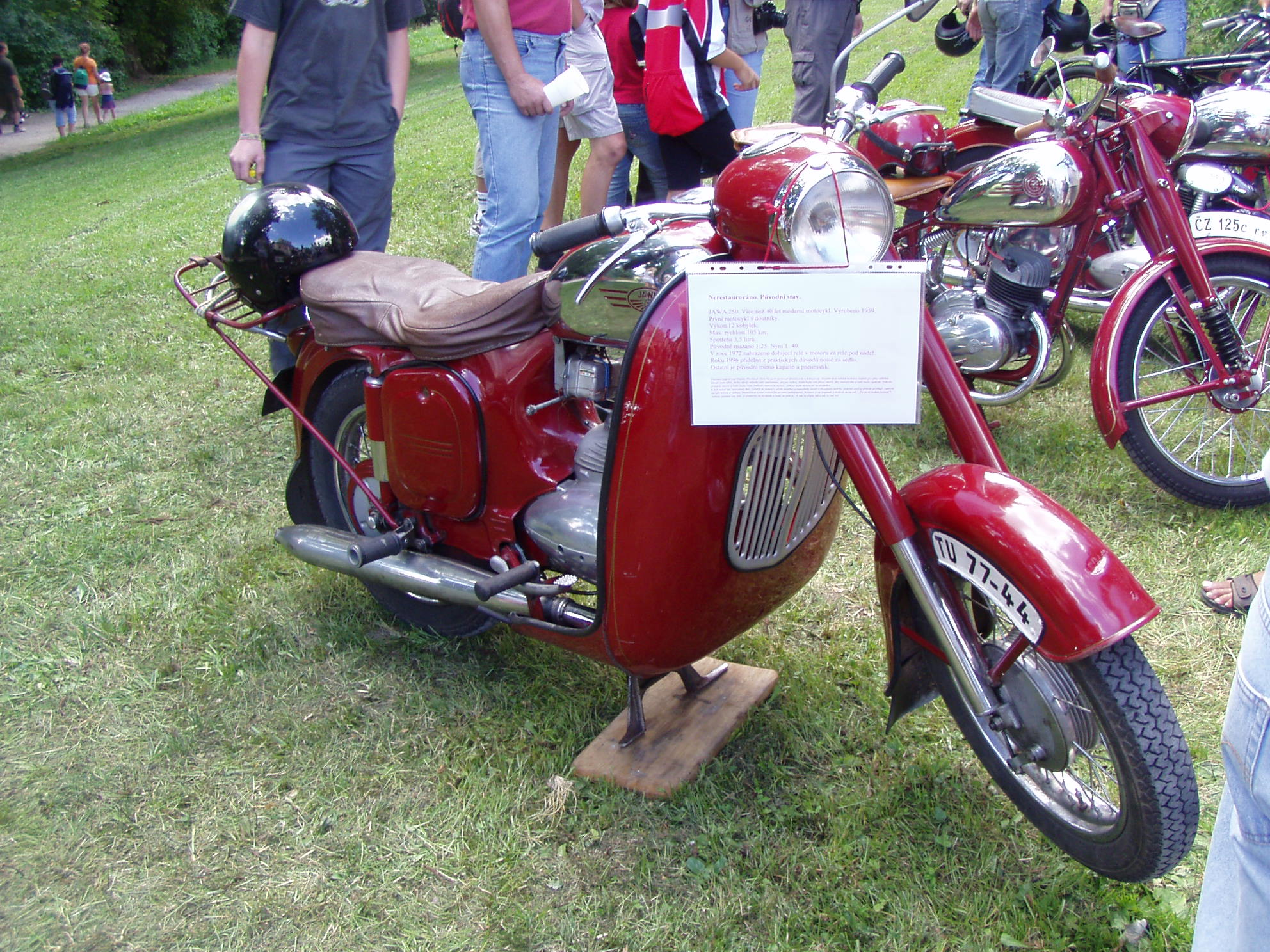
Jawa 250/353 (1959)